# ليلة أمريكية (فلم)
ليلة أمريكية (بالإنجليزية: Day for Night) هو فيلم تم إنتاجه في فرنسا وصدر في سنة 1973.

## بطولة
- جاكلين بيسيه

### ترشيحات وجوائز
| السنة | الحدث  | الفئة           | النتيجة  |
| ----- | ------ | --------------- | -------- |
|       | أوسكار | أفضل فيلم أجنبي | فـــــوز |

## وصلات خارجية
- مقالات تستعمل روابط فنية بلا صلة مع ويكي بيانات